# West Farleigh
West Farleigh – wieś w Anglii, w hrabstwie Kent, w dystrykcie Maidstone. Leży 6 km na południowy zachód od miasta Maidstone i 50 km na południowy wschód od centrum Londynu.